# Pedro Scalabrini
Pedro Scalabrini (Como, Italia, 21 de diciembre de 1848 - Buenos Aires, Argentina, 24 de abril de 1916) fue un educador y naturalista de la Argentina.

## Trayectoria
Llegó a la Argentina a los 19 años de edad, estableciéndose en la provincia de Entre Ríos. Entre 1868 y 1870 se desempeñó como profesor de Historia en el colegio Paraná de la provincia de Entre Ríos.
En 1870 fundó en Buenos Aires la escuela particular «Florencio Varela», que luego fuera utilizada como centro de atención sanitaria durante la epidemia de fiebre amarilla en 1871. 
En Paraná abre el colegio «Sud América» del que fue director durante un breve período y en 1872 comenzó a dictar cátedras de Historia general, Filosofía y Ciencias naturales en la Escuela Normal. Integró el Concejo Deliberante de la ciudad y, siendo vicepresidente del cuerpo, en 1878 estuvo al frente del gobierno local.
Su faceta de explorador lo llevó a dedicarse desde 1870 hasta 1910 a la búsqueda de restos fósiles, logrando grandes colecciones de especies conocidas y desconocidas, muchas de las cuales se exhibieron en el museo de Paraná y otras en el Museo de Buenos Aires, la Escuela Normal de Paraná, el museo provincial de Corrientes, el Museo Escolar Argentino y también en colecciones particulares. Además, muchas de las piezas que recolectó fueron empleadas por Florentino Ameghino en sus estudios sobre la fauna fósil del Paraná.
En 1884 logró la fundación del Museo Provincial de Paraná (también conocido como Museo Scalabrini) por parte del gobernador Eduardo Racedo, institución creada sobre la base de sus colecciones de fósiles y de la cual fue el mentor, organizador y director. Este museo funcionó en la casa particular de Scalabrini hasta 1888. En 1890 Scalabrini renunció a la dirección y en 1904 la institución cerró. El material se trasladó al Museo de Ciencias Naturales y Antropológicas Antonio Serrano. 

Transformar la enseñanza de la historia natural, generalmente abstracta y cosmopolita, en concreta y nacional, perfeccionar el espíritu de observación por el examen de los objetos y de meditación por la composición escrita, estimular la afición por las exploraciones del territorio a fin de descubrir nuevas riquezas naturales, aplicar el trabajo manual a la restauración, dibujo y molde de objetos interesantes o raros, vivificando el naciente espíritu artístico, científico o industrial de los jóvenes son, entre otros, los objetivos que he tenido en vista al formar este museo.
Pedro Scalabrini.

A fines de la década de los 80 fue designado miembro del Consejo General de Educación de la provincia de Entre Ríos, cargo en el que estuvo hasta 1894 y desde el cual promovió una reforma de los planes de estudio en las escuelas normales para que se le dé mayor relevancia a las materias de Historia y Geografía argentina, Instrucción Cívica e Idioma y Literatura nacional.
Fue presidente de la Sociedad Italiana de Paraná en diferentes períodos. En 1894 se trasladó a Corrientes en donde fundó y organizó el Museo Provincial con base en sus colecciones particulares; publicó una nueva serie de Cartas Científicas en la revista La Escuela Positiva; se desempeñó, a partir de 1899, como director de la Escuela Normal Popular de la ciudad de Esquina. 
Más adelante, en Buenos Aires, reorganizó el Museo Escolar Sarmiento donando nuevamente parte de sus colecciones y fundó la Asociación Nacional del Profesorado. A lo largo de su vida Scalabrini participó en congresos científicos en Argentina y Uruguay, formó parte de instituciones científicas y literarias y fue un militante de la masonería.

## Obras
Escribió varios libros de su especialidad y otros sobre derecho público. Algunas de sus obras: 
- Concordancia del Derecho Público Argentino con el Derecho Público Norteamericano y Recopilación de las Constituciones Provinciales Vigentes en la República Argentina, tratado de derecho comparado. (1875)
- Nuevos restos de mamíferos fósiles oligocenos, recogidos por el profesor Pedro Scalabrini y pertenecientes al Museo Provincial de la ciudad del Paraná. En colaboración con Florentino Ameghino. (1885) ISBN 9781273001376
- Cartas Científicas. Compilación de textos publicados en la prensa de Paraná entre 1886 y 1887. (1887)
- Materialismo, darwinismo, positivismo. Diferencias y semejanzas. Folleto. (1889)
- Transformar la educación en profesión sin salir de los grados de enseñanza primaria. Trabajo presentado en el Segundo Congreso Pedagógico realizado en Buenos Aires. (1900)

## Museo Serrano
En 2012 el Museo de Ciencias Naturales y Antropológicas Antonio Serrano de la ciudad de Paraná recibió la donación de manuscritos y materiales pertenecientes a Pedro Scalabrini, de parte de su nieta, Matilde Scalabrini Ortiz. El museo ya contaba con numerosos elementos del naturalista, por lo que con esta donación más la incorporación de otras obras que se encuentran en la Universidad Autónoma de Entre Ríos (Uader), la colección relacionada con Scalabrini en esta institución se convierte en la más extensa y completa.

## Vida privada
Pedro Scalabrini estaba casado con Ernestina Ortiz, integrante de una familia tradicional de Entre Ríos. Entre sus hijos destaca el intelectual argentino Raúl Scalabrini Ortiz. 